# Chaetophthalmus ruficeps
Chaetophthalmus ruficeps là một loài ruồi trong họ Tachinidae.